# Ritratto di Gordiano III
Il ritratto di Gordiano III, conservato al Museo nazionale romano, sezione terme di Diocleziano, è un ritratto-chiave della produzione ufficiale del III secolo. Tra i molti ritratti del principe, questi risale alla fine del suo regno, verso il 244, a giudicare dal confronto con le emissioni monetali.

## Storia e descrizione
In questa opera si nota un abbandono del plasticismo ellenistico in favore di una forma semplificata, stereometrica, con particolari quali i capelli e la barba inseriti con l'incisione (quasi a bulino, come nel ritratto di Alessandro Severo). 
Evidenti sono le caratteristiche adolescenziali del ritratto, con un ovale carnoso del volto, col mento appuntito e con fossetta, gli occhi grandi e sporgenti, il naso robusto (oggi danneggiato), le labbra piccole, la calotta dei capelli cortissimi che proseguono nella peluria sulle guance, trattata come le folte sopracciglia e i baffi che spuntano. Il ritratto è caratterizzato da un rendimento metallico, con tagli netti e incisivi (soprattutto negli occhi e nell'insolito disegno delle labbra), come se derivasse da un originale bronzeo. 
Notevole è l'attenzione al dettaglio minuto che inizia a lasciare il campo all'armonia dell'insieme, creando una figura idealizzata, dallo sguardo laconico (evidenziato dai grandi occhi), dove premeva esprimere il concetto della santità del potere, inteso come emanazione divina (come evidenzia anche lo sguardo assorto che guarda al cielo).